# Franz Anton Umpfenbach
Franz Anton Umpfenbach (* 20. August 1790 in Mainz; † 27. März 1852 in Düsseldorf) war ein deutscher Vermessungs- und Straßenbauingenieur, Architekt sowie Baubeamter.

## Leben
Franz Anton Umpfenbach wurde als Sohn des Juristen Johann Adam Umpfenbach (1748–1814) und dessen Ehefrau Sibylla Thekla Theresia Catharina Metternich (1757–1829) in Mainz geboren. Wie sein Bruder Hermann Umpfenbach, der ein Mathematiker wurde, erhielt er eine gute Ausbildung. Nach dem Besuch der lateinischen Stadtschule ging er auf das Mainzer Lyzeum. 1808 wurde er Schüler der École polytechnique in Paris. An dieser Eliteschule durchlief er bis 1813 alle Fächer des Bauwesens, jedoch vertiefte er dort das Fach Straßen- und Brückenbau.
1814 kehrte er nach Deutschland zurück und wurde Mathematiklehrer am Mainzer Lyzeum. Noch im selben Jahr ließ er sich vom Generalgouvernement Nieder- und Mittelrhein als Bauinspektor für den Straßenbau im linksrheinischen Teil der bald darauf gegründeten Provinz Großherzogtum Niederrhein anstellen. Am 17. Mai 1819 vermählte er sich in Koblenz mit der Schwester des Architekten Johann Claudius von Lassaulx, Maria Elisabeth von Lasaulx (1794–1866), einer Tochter des Hofrats und Syndicus Peter Ernst von Lasaulx (1757–1809) und dessen Ehefrau Anna Barbara Welter (1756–1799). Das Paar bekam mehrere Kinder, darunter August Baptist Umpfenbach (1824–1889), der ebenfalls Baubeamter wurde.
Ab 1820 leitete er als kommissarischer Obergeometer das Kataster- und Vermessungswesen im Regierungsbezirk Koblenz und stieg in der zweiten Hälfte der 1820er Jahre zum Regierungs- und Baurat auf. Eine bedeutende Aufgabe dieser Zeit war die Aufstellung des rheinisch-westfälischen Urkatasters. 1830 trat er durch die Schrift Theorie des Neubaues, der Herstellung und Unterhaltung der Kunststraßen an die Öffentlichkeit, das als Lehrbuch für den Straßenbau Bedeutung erlangte, insbesondere für die Trassierung von Kunststraßen in bewegtem Gelände.
1830 wechselte er zur Bauverwaltung der Königlichen Regierung nach Düsseldorf. Dort war er als Regierungs- und Baurat für Fragen des Straßenbaus und damit zusammenhängende Angelegenheiten der Stadterweiterungsplanung zuständig, etwa für den „Bebauungsplan“ zur Stadterweiterung östlich der heutigen Königsallee in Düsseldorf-Stadtmitte, der bis 1841 von Adolph von Vagedes und ihm unter Mitwirkung von Anton Schnitzler erarbeitet wurde. 1842 wurde die Stelle von Adolph von Vagedes, die durch dessen Tod frei geworden war, auf ihn übertragen. Bis 1843 plante er auf der Grundlage eines städtebaulichen Konzepts seines Vorgängers Adolph von Vagedes eine Stadterweiterung für Krefeld.

## Schriften
- als Übersetzer aus dem Englischen: Bryan Donkin: Ueber die Anlegung der gepflasterten Fahrbahnen. Georg Friedrich Heyer, Gießen 1825 (Google Books).
- Theorie des Neubaues, der Herstellung und Unterhaltung der Kunststraßen. August Rücker, Berlin 1830 (Digitalisat, Google Books).
- Anweisung zum Bau und der Unterhaltung der Kunststraßen. Berlin 1834 (Digitalisat).